# Chisău
Chisău (węg. Keszi) – wieś w Rumunii, w okręgu Satu Mare, w gminie Săuca. W 2011 roku liczyła 91 mieszkańców.